# Joana Tsatsu
Joana Tsatsu z domu Seferiadi (gr.: Ιωάννα Τσάτσου; ur. 1904 w Smyrnie, zm. 30 września 2000 w Atenach) – grecka poetka, prozatorka, biografka. Siostra laureata Nagrody Nobla Jorgosa Seferisa i żona prezydenta Grecji Konstandinosa Tsatsosa. Uhonorowana tytułem Sprawiedliwa wśród Narodów Świata.   

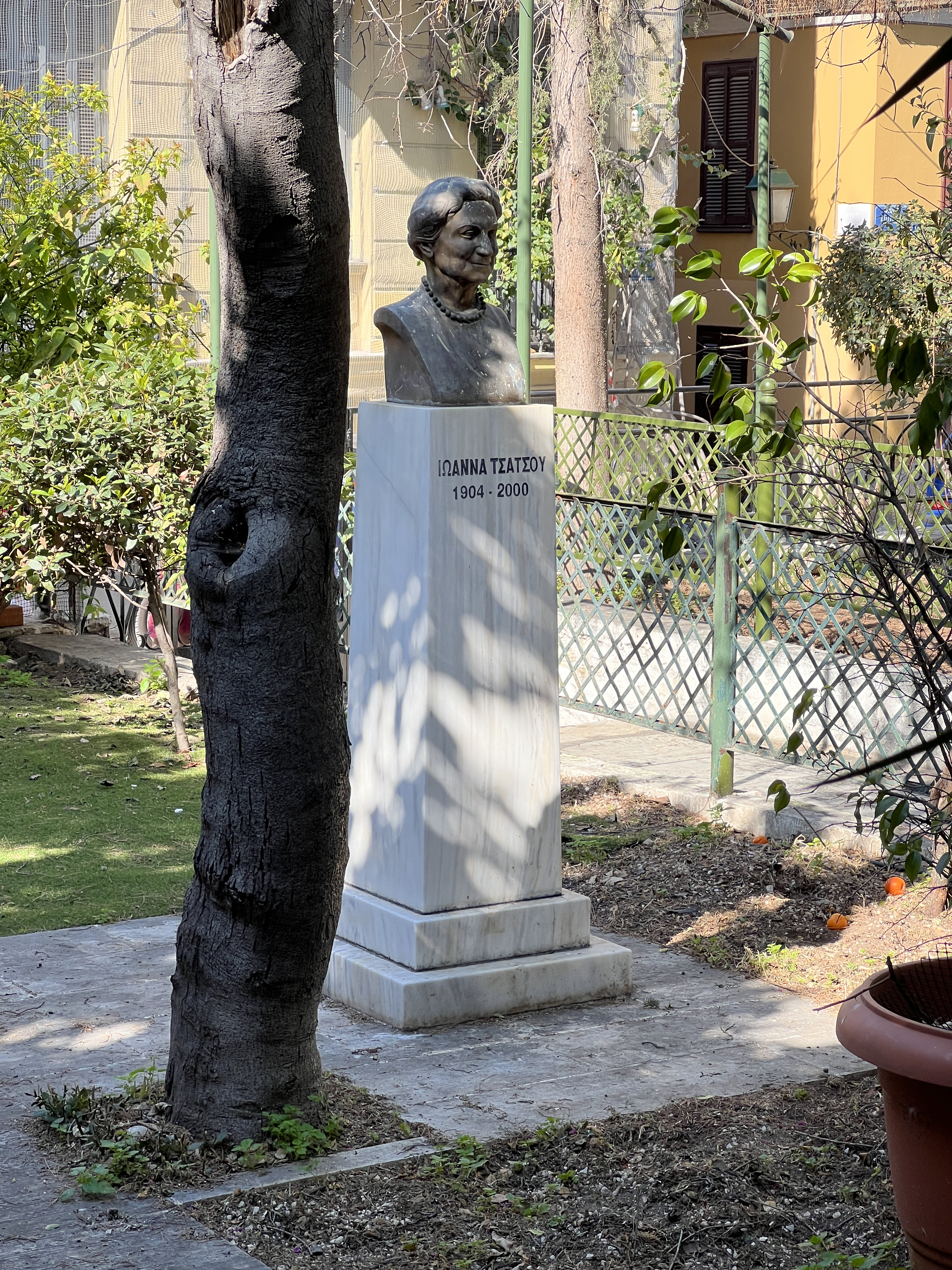
Popiersie Joany Tsatsu, Ateny

## Biografia
Urodziła się jako Joana Seferiadi (gr. Ιωάννα Σεφεριάδη ) w Smyrnie (obecnie Izmir), córka profesora Uniwersytetu Ateńskiego Steliu Seferiadisa i Despos Tenekidi. Miała dwóch braci, laureata Nagrody Nobla w dziedzinie literatury za rok 1963, Jorgosa Seferisa i Angelosa Seferiadisa. Od najmłodszych lat mówiła w języku greckim i francuskim. W 1923 r. rodzina Joany zamieszkała w Atenach. W latach 1927–1937 ukończyła studia prawnicze i uzyskała doktorat na Uniwersytecie Ateńskim.  W 1930 r. poślubiła  Konstandinosa Tsatsosa, prezydenta Grecji w latach 1975–1980, z którym miała dwie córki, Despinę i Teodorę (Dorę). 
Podczas II wojny światowej współpracowała z arcybiskupem Aten Damaskinem, wspierając grecki ruch oporu i pomagając mu w jego inicjatywach ratowania Żydów i pomocy finansowej rodzinom Greków, którzy zostali zamordowanie przez niemieckich okupantów. Prowadziła jadłodajnię dla ubogich w Plaka, która każdego dnia karmiła ponad 200 osób, w tym Żydów. Przez wiele miesięcy w czasie okupacji ukrywała w swoim domu Yolandę Baruh (ur. 1923) i jej rodziców. W latach 1950–1951 walczyła o prawo wyborcze dla Greczynek, a w 1966 roku brała udział w pracach Szóstego Komitetu ONZ. Za swoje czyny została odznaczona m.in.: Złotym Krzyżem Orderu Dobroczynności (1960) i Wielkim Krzyżem Orderu Honoru (1979). 
W 1965 r. zadebiutowała wydając pamiętnik zatytułowany Fila katochis, w którym opisała przeżycia z okresu okupacji. W 1968 r. wydała pierwszy zbiór poezji Loja tis siopis. W 1973 r. wydała książkę o swoim bracie O adelfos mu Jorgos Seferis za którą w 1874 r. otrzymała Państwową Nagrodą Literackią (Kratika Logotechnika Wrawia) w dziedzinie biografii. W 1976 r. zdobyła złoty medal Prix de la langue française od Akademia Francuska za zasługi oddane za granicą na rzecz języka francuskiego. W 1978 r. otrzymała nagrodę im. Alfreda de Vigny. W 4 października 1989 r. została uhonorowana tytułem  Sprawiedliwa Wśród Narodów Świata. Zmarła w Atenach 30 września 2000 roku w wieku 91 lat.

## Wybrane dzieła
Poezja:
- Loja tis siopis, 1968
- Atmito fos, 1969
- Elenchos, 1971
- Jimnos tichos, 1975
- O kiklos tu roloju, 1976
- Piimata, 1977
- Chreos, 1979
- Chronos, 1981
- Poria, 1982
- Ichnilasia, 1984
- Katawjasmos, 1984
- Piimata, 1987
- Agripni awji, 1989
- Fos ti skotia, 1992

Proza:
- Fila Katochis, 1965
- Atinaΐs, 1970
- O adelfos mu Jorgos Seferis, 1973
- Apo to tetradio mu, Ores tu Sina, 1981
- Katagrafes, 1983
- I piisi kie o Adis, 1987
- Stigmes kie mnimes, 1988
- Kidatineon 9, Anamnisis, 1993